# Spiel

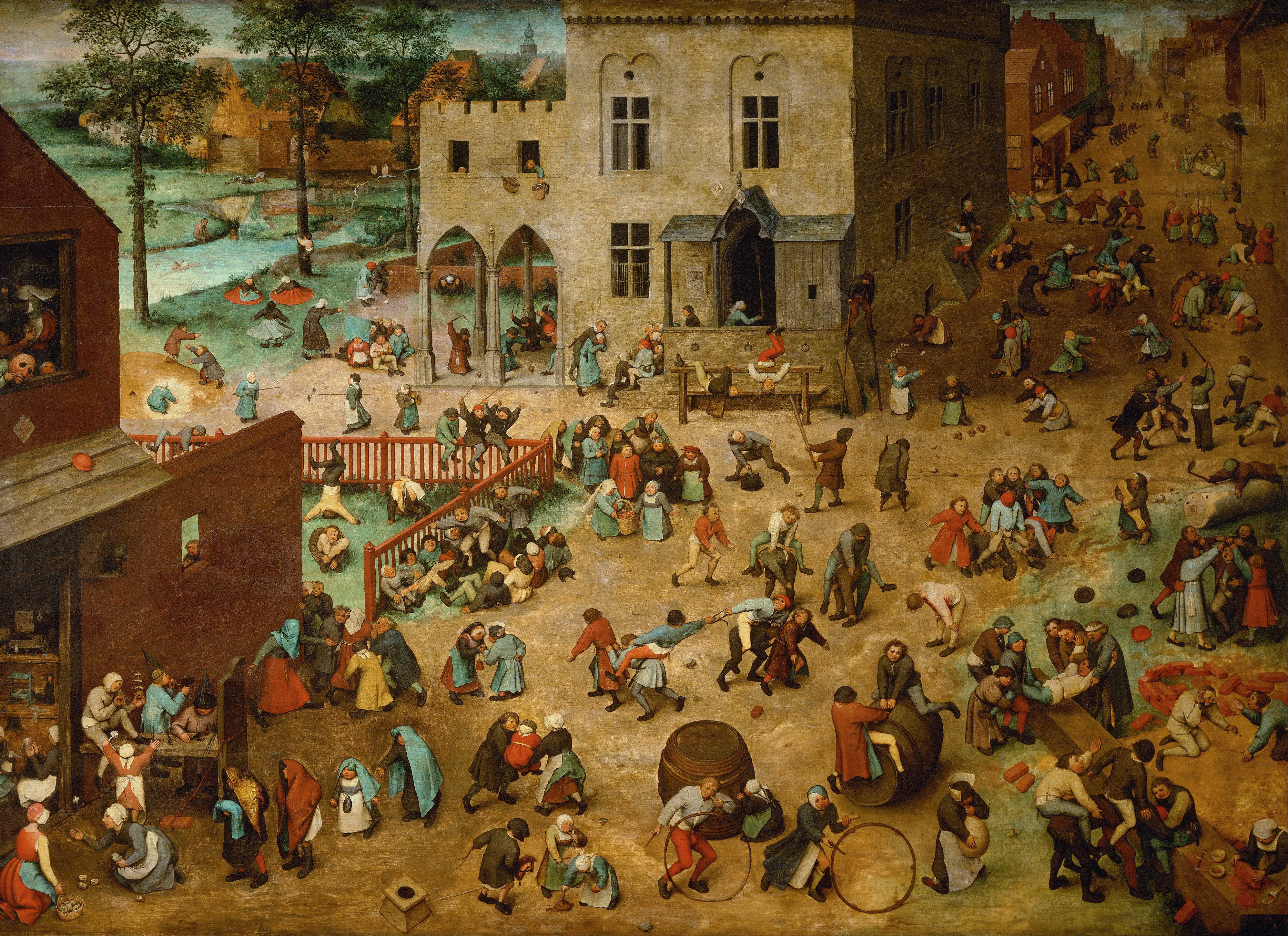
Brueghel: Die Kinderspiele, 1560

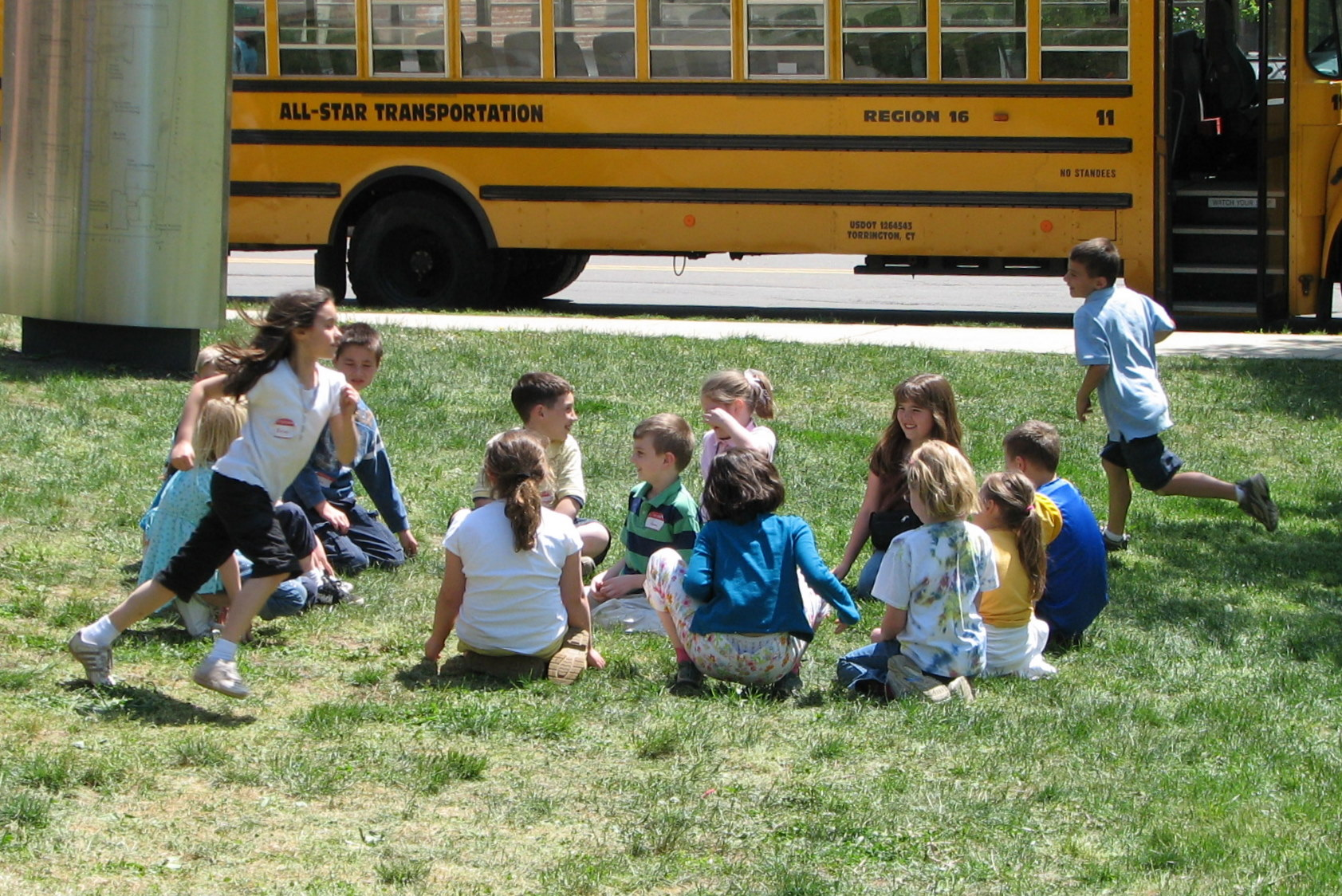
Kinder spielen Plumpsack

Spiel (von althochdeutsch: spil für „Tanzbewegung“) ist eine Tätigkeit, die zum Vergnügen, zur Entspannung aus Freude an ihrer Ausübung, aber auch als Beruf allgemein meist unter Beachtung von Spielregeln ausgeübt werden kann. Spiele enden oft mit einem Sieger, der gegebenenfalls einen Preis erhält.

## Allgemeines
Spielen können nicht nur Menschen, sondern auch Tiere. Beide Lebewesen können unter sich (Spielverhalten des Menschen) oder miteinander (Spielverhalten der Tiere) spielen. Ihnen stehen darüber hinaus auch Spielgeräte zur Verfügung. Die meisten Spiele werden als Wettkampf ausgetragen, bei dem es einen Sieger gibt. Spiele haben über obige Definition hinaus auch den Effekt, das soziale Handeln zu fördern, die Einhaltung von Regeln zu üben, Fair Play und Fairness zu beachten sowie Strategien zu entwickeln. Die konkreten Handlungsabläufe können sich sowohl aus der Art des Spiels selbst, den Spielregeln als auch aus dem Wunsch verschiedener Individuen ergeben, gemeinschaftlich zu handeln (Bau einer Sandburg, Kooperatives Spiel).
Das Spiel und Spielen sind Erkenntnisobjekte der Spielwissenschaft. In der Pädagogik wird das Spiel auch gezielt als Lernmethode eingesetzt. Spielen kann auch als Beruf ausgeübt werden (Berufssport, Schauspiel, Glücksspiel).

## Definition und Merkmale
Der umfassende Bereich des Spiels und des Spielens wird von der Spielwissenschaft erforscht. Diese systematisiert unter Verwendung der Erkenntnisse weiterer Disziplinen wie der Spielpsychologie, der Spielsoziologie, der Spielpädagogik, der Spieldidaktik und der Geschichte des Spiels das Gebiet des Spiels und des Spielens.
Am Beispiel des Begriffs „Spiel“ arbeitete der Philosoph Ludwig Wittgenstein heraus, dass Vertreter einer Kategorie oft über keine gemeinsamen Eigenschaften verfügen, sondern nur über ein Netz von sich überlappenden Eigenschaften miteinander verbunden sind. Diese Eigentümlichkeit nannte er Familienähnlichkeit. Wittgenstein machte diese Überlegungen zum Zentrum seiner Analyse der Sprache. Dabei wechselt er den Fokus, indem er sich mit der Alltagssprache beschäftige, statt mit philosophischen Kunstsprachen und gelangte so zum Begriff des Sprachspiels, einem zentralen Begriff seines Entwurfs. Wittgensteins Überlegungen zum Spiel zeigen, dass der Begriff sich einer klaren Definition entzieht. Gleichwohl wurden zahlreiche Versuche unternommen, den Begriff des Spiels zu definieren oder wenigstens angemessen zu illustrieren. Die Analogien zwischen den Tätigkeiten des Sprechens und des Spielens versteht Wittgenstein nicht als oberflächliche, sondern verraten eine strukturelle Ähnlichkeit, auf die er an verschiedenen Stellen eingeht:

„Systeme der Verständigung […] will ich ‚Sprachspiele‘ nennen. Sie sind dem, was wir im gewöhnlichen Spiele nennen mehr oder weniger verwandt; Kinder lernen ihre Muttersprache mittels solcher Sprachspiele, und hier haben sie vielfach den unterhaltenden Charakter des Spiels.“

Ein alter Definitionsversuch für Spiel stammt von dem niederländischen Kulturanthropologen Johan Huizinga, der in seinem Hauptwerk Homo ludens schrieb:

„Spiel ist eine freiwillige Handlung oder Beschäftigung, die innerhalb gewisser festgesetzter Grenzen von Zeit und Raum nach freiwillig angenommenen, aber unbedingt bindenden Regeln verrichtet wird, ihr Ziel in sich selber hat und begleitet wird von einem Gefühl der Spannung und Freude und einem Bewusstsein des ‚Andersseins‘ als das ‚gewöhnliche Leben‘.“

Dagegen unterscheidet die Spielwissenschaft zwischen zweckfreien und zweckgerichteten Spielen. Als zweckfrei gelten etwa die Funktionsspiele, als zweckgerichtet die Lernspiele. Das zweckgerichtete Spiel gab es bereits bei den Philanthropen, etwa bei Guts Muths. Das Lernspiel soll dem Zweck des Lernens dienen, aber dennoch spielerisch sein. Neben dem Lernspiel hat sich seit etwa 1995 eine Spielbewegung etabliert, die als Bildungsspiel bezeichnet werden kann: Playing Arts.
Das Sportspiel nimmt eine Sonderstellung ein: Es ist sowohl als Arbeit und Einnahmequelle (beispielsweise Berufsfußball) zu verstehen, als auch mit Spielfreude verbunden.
Es gibt auch einen heiligen Ernst des Spieles: Das Spiel enthält dann kultische und religiöse Züge.
Für Roger Caillois werden sämtliche Spiele stets von mindestens einem der folgenden vier Prinzipien geprägt:
- Agon (Wettkampf)
- Alea (Zufall)
- Mimikry (Maske) und
- Ilinx (Rausch).

Diese Prinzipien können sich vielfältig mischen. Allerdings sieht Caillois eine wesentliche Trennungslinie zwischen Wettkampf und Zufall einerseits und Maske und Rausch andererseits. Hier stellte er einen Zusammenhang zwischen der Spielkultur und der allgemeinen Verfassung einer Gesellschaft her. Archaische oder sogenannte primitive Gesellschaften fänden sich eher von Maske und Rausch, sogenannte zivilisierte Gesellschaften von Wettkampf und Zufall beherrscht. Das Schlagwort von der „Leistungsgesellschaft“ ist bekannt – es ist aber auch offenkundig, dass in dieser durch den Zufall der Geburt, Erbschaft, Beziehung, Chance viel gewürfelt wird.
Friedrich Georg Jünger sieht im Wettkampfgedanken keinen Entstehungsgrund von Spielen. Er führt sämtliche Spiele auf nur drei Prinzipien zurück, nämlich Geschicklichkeit, Zufall und Ahmung [sic!]. Das letzte Prinzip – das Darstellung und Beschwörung zugleich meint – deckt sich nur streckenweise mit Caillois’ Prinzip Maske und Rausch. Jünger schreibt:

„Ein Geschicklichkeitsspiel stützt sich nie auf den Agon, sondern auf die Geschicklichkeit. Wettbewerb, Konkurrenz, Agon sind etwas zum Spiel Hinzukommendes. Sichtbar wird das dort, wo das gleiche Spiel bald von Spielern gespielt wird, die ihre Geschicklichkeit messen, bald von einem einzelnen Spieler, dessen Lust das Spiel selbst ist und der nicht daran denkt, in einen Wettbewerb einzutreten.“

Spielen gewinnt eine besondere Qualität, wenn kreative Aspekte überwiegen, das heißt weiterreichende Entwicklungen der teilnehmenden Persönlichkeiten und ihrer gesellschaftlichen Beziehungen ins Auge gefasst werden. Obwohl solche Spiele nach ökonomischen Kriterien keinesfalls Arbeit sind, tragen sie aus sozialphilosophischer Sicht doch ganz wesentliche Arbeitsmerkmale. Es kommt auf die Rolle und Funktion des Beteiligten im Spiel oder Nicht-Spiel und auf die Sichtweise des Beobachters an.
Eine Herangehensweise an das Spiel basiert auf der Frage nach dem Motiv. Jeder Schachspieler spielt zwar das gleiche Spiel, die jeweiligen Motive können dabei unterschiedlich sein: Der Eine spielt, weil er die Gemeinschaft mit einem anderen Schachspieler pflegt, der Andere, weil er sich mit einem anderen messen will. Mihaly Csíkszentmihályi führt in seinem Buch Das Flow-Erlebnis acht verschiedene Motive an, die er bei einer Erhebung über das Schachspiel festgestellt hat. Die Lehre daraus ist, dass der Begriff Spiel ein einheitlicher ist und nur nach dem Motiv bzw. dem Zweck unterteilt werden kann.
Schließlich hat sich auch Mark Twain in seinem Tom Sawyer geäußert:

„Wäre er ein großer und weiser Philossoph gewesesen wie der Schreiber dieses Buches, dann hätte er jetzt verstanden, dass Arbeit in dem besteht, was man zu tun verpflichtet ist, und dass Spiel in dem besteht, was man nicht zu tun verpflichtet ist.“

## Geschichte

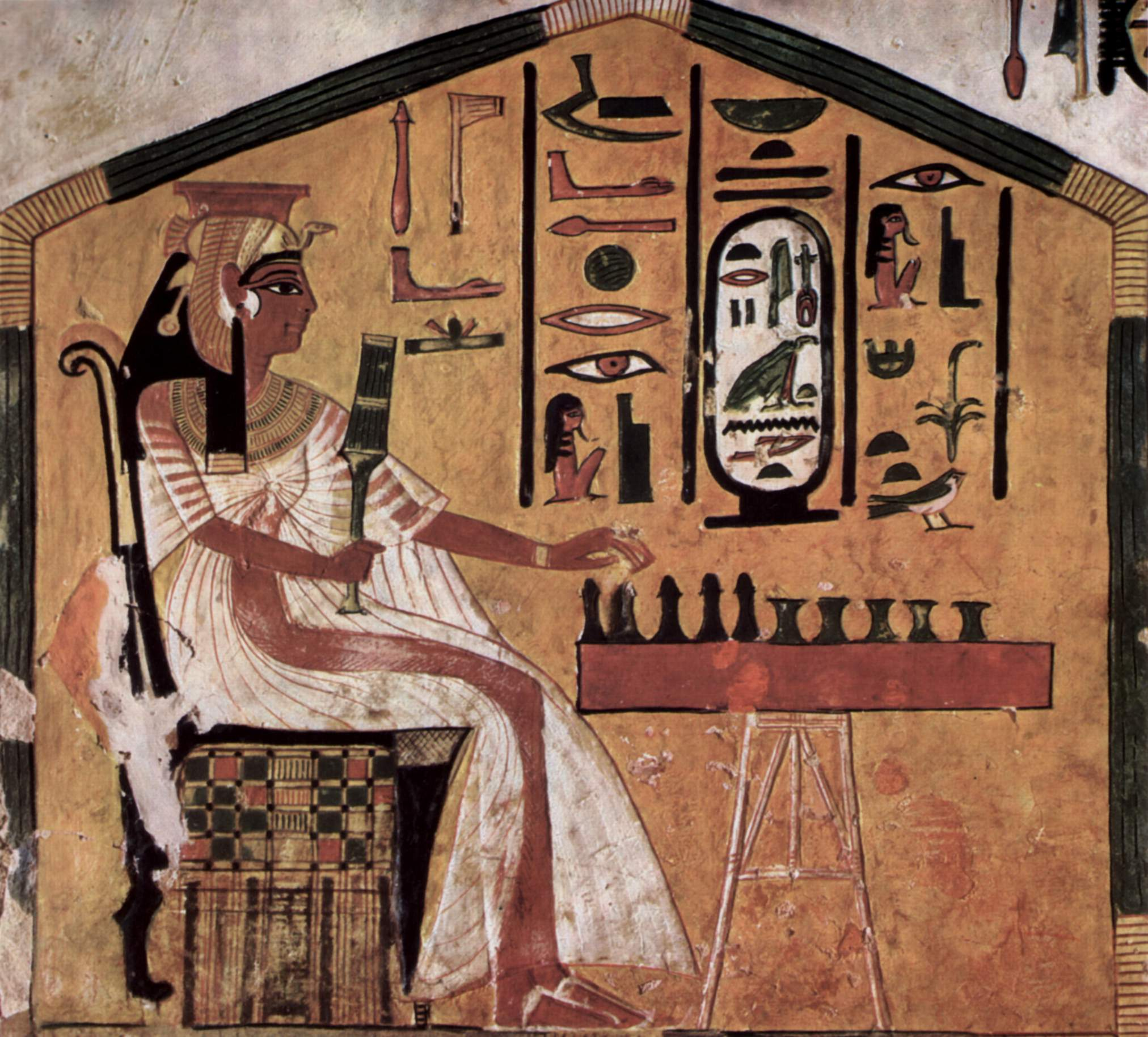
Königin Nefertari beim Senetspiel (13. Jahrhundert v. Chr.)

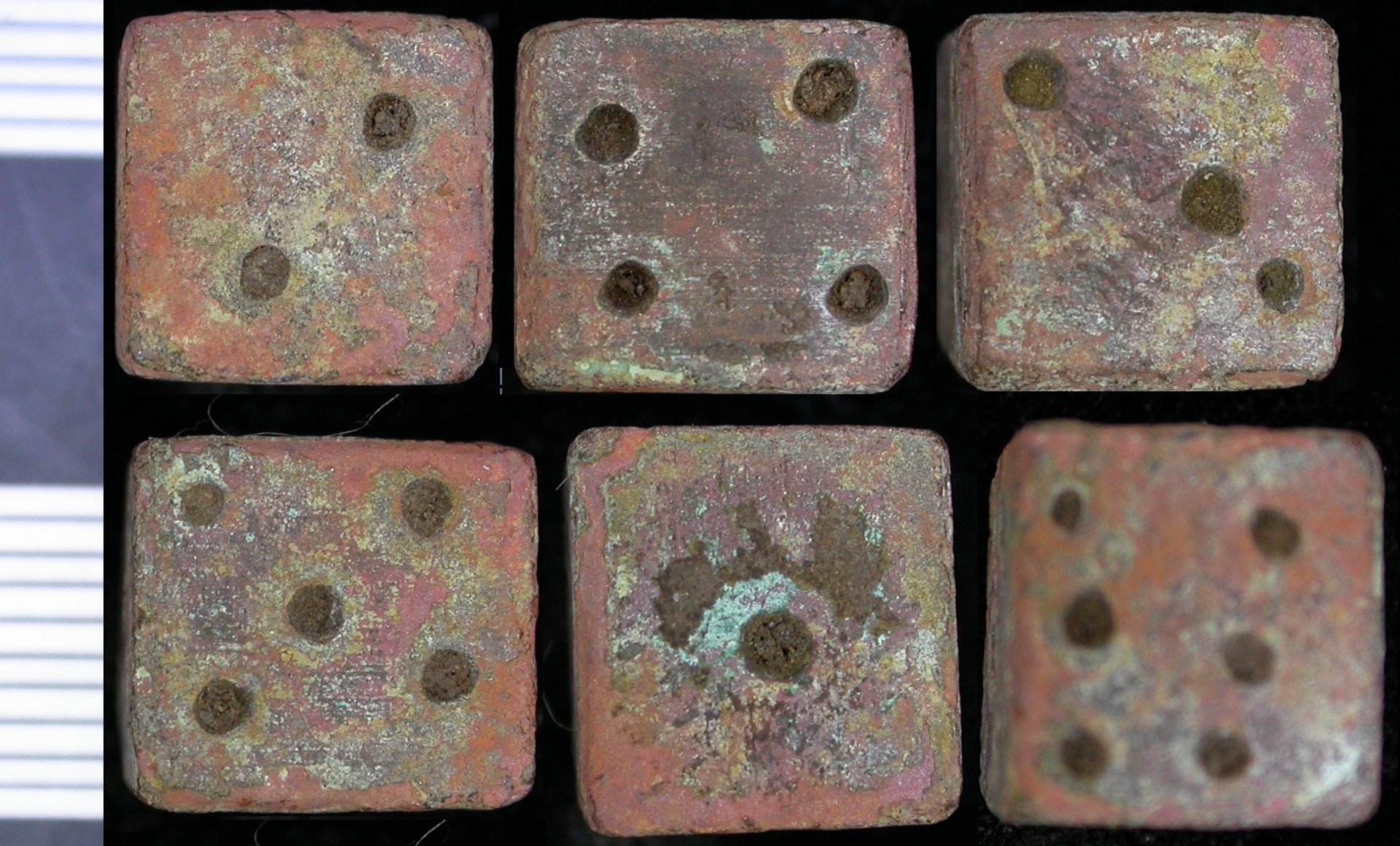
Die sechs Seiten eines römischen Würfels, gefunden in Großbritannien

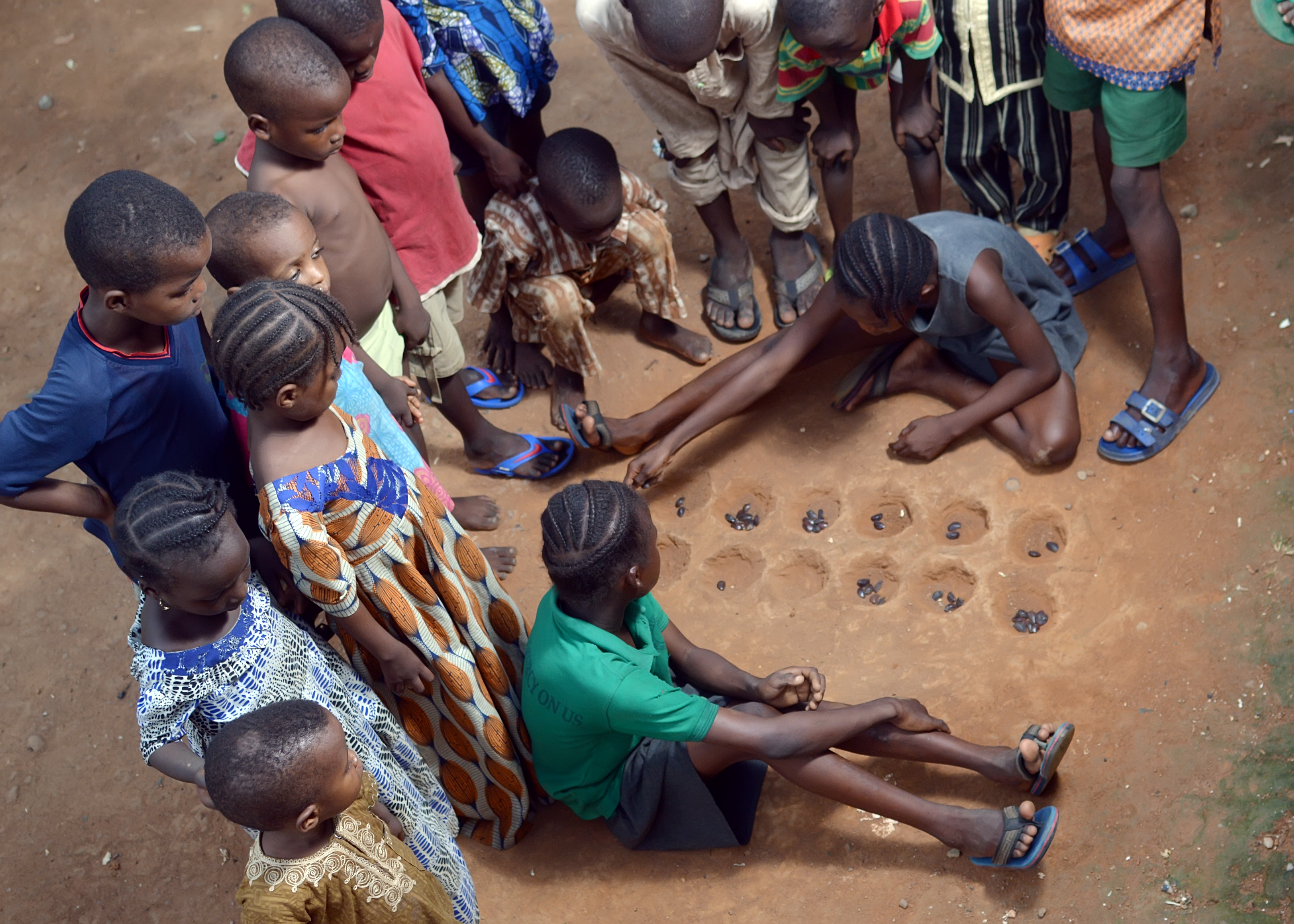
Brettspiel ohne Spielbrett: Kinder in Nigeria spielen die Mancala-Version Ayo

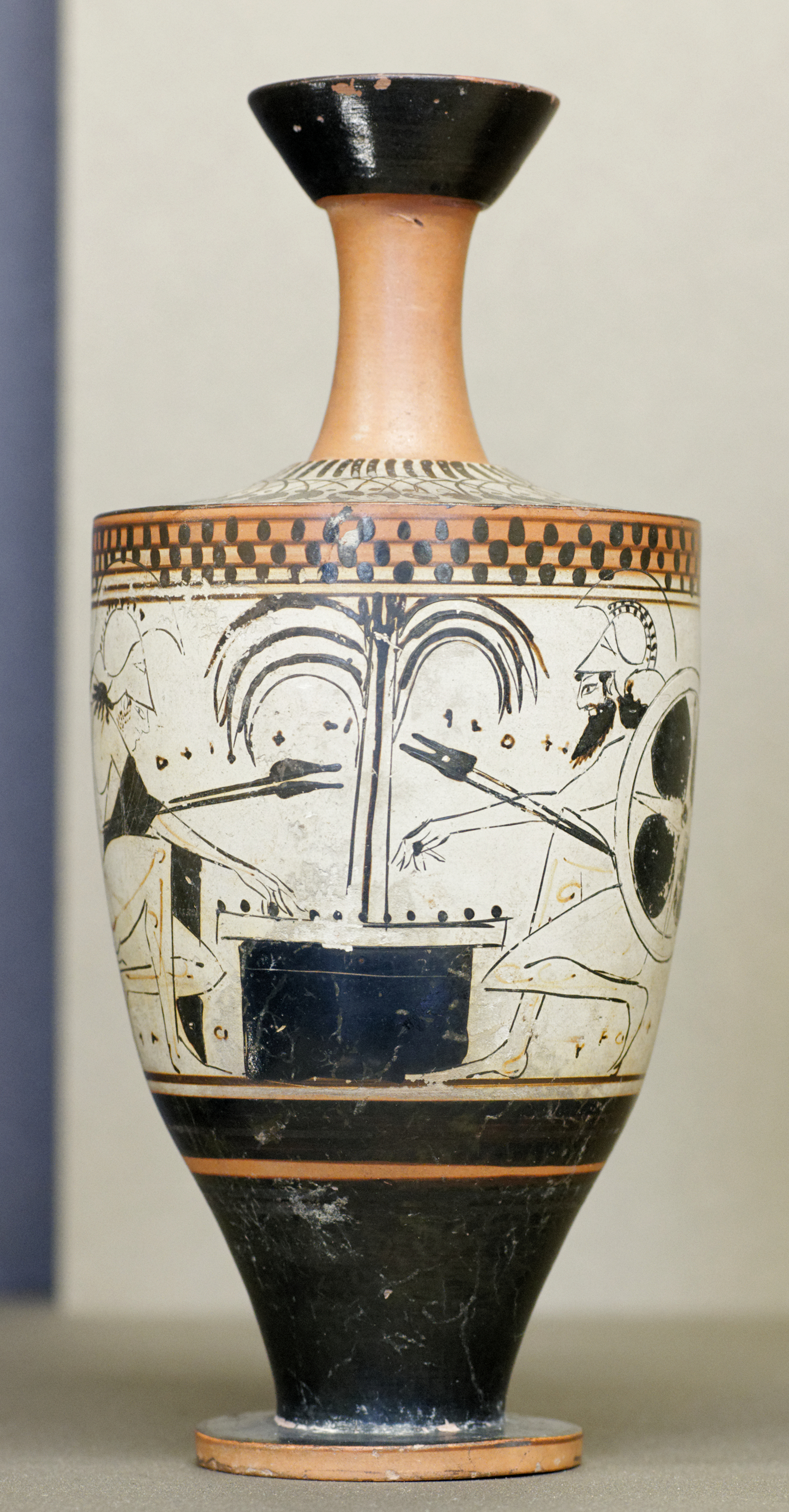
Achilles und Ajax beim Würfelspiel

### Frühzeit
Bedeutende Spiele der Frühzeit waren unter anderem:
| Bezeichnung              | Entstehung     | Herkunft                  |
| ------------------------ | -------------- | ------------------------- |
| Mehen                    | 3.000 v. Chr.  | Ägypten                   |
| Senet                    | 2.600 v. Chr.  | Ägypten                   |
| Königliches Spiel von Ur | 2.300 v. Chr.  | Mesopotamien (heute Irak) |
| Olympische Spiele        | 776 v. Chr.    | Griechenland              |
| Go                       | um 500 v. Chr. | Volksrepublik China       |
| Ostomachion              | 3. Jh. v. Chr. | Griechenland              |
| Mikado                   | 1. Jh. v. Chr. | Japan                     |
| Schach                   | 5. Jh. n. Chr. | Indien                    |
| Mancala                  | 6. Jh. n. Chr. | Ägypten                   |
| Pachisi                  | 6. Jh. n. Chr. | Indien                    |

Sehr beliebt war im Altertum das Fingerraten, das noch heute in Italien als Morraspiel verbreitet ist (siehe auch Schere, Stein, Papier). Die Chinesen benannten vor zwei Jahrtausenden ein Zahlenlotto Keno, das auffällige Regelübereinstimmungen mit dem heutigen Bingo aufweist; da es eingesetzt wurde, die Chinesische Mauer zu finanzieren, mag es die erste staatliche Lotterie der Menschheit gewesen sein, sofern nicht archäologische Funde noch älterer Beweisstücke ergeben, dass schon weit vor dieser Zeit Glückslotterien zu Staatsfinanzierungen benutzt wurden, deren Charakter im Altertum jedoch nicht der persönlichen Bereicherung der Mitspieler, sondern dem Bewusstsein des Einzelnen entsprach, in spielerischer Weise dem Allgemeinwohl zu dienen. Archäologische Funde zeugen davon, dass das altägyptische Schlangenspiel sich bis etwa 2800 Jahre v. Chr. zurückverfolgen lässt.
Die ältesten Nachweise für Brettspiele sind bildliche Darstellungen von Spielenden sowie ausgegrabene Spielpläne des Alten Ägypten, dort meist als Grabbeigaben, und aus Babylonien. Allerdings wird allgemein nicht bezweifelt, dass bereits zuvor gespielt wurde, etwa auf Spielfeldern, die in den Sand gezeichnet wurden, wie es heute noch bei Mancala-Spielen in Afrika üblich ist. Ein auf dem königlichen Friedhof der sumerischen Stadt Ur ausgegrabener Spielplan des Königlichen Spiels von Ur wird auf 2600 bis 2400 v. Chr. datiert. 2006 wurde ein aus 1500 v. Chr. stammendes, aus Holz und Elfenbein gefertigtes Senet-Spiel ausgegraben. Das Spiel ist damit noch etwas älter als die Senet-Spiele, die im Grab von Tutanchamun gefunden wurden.

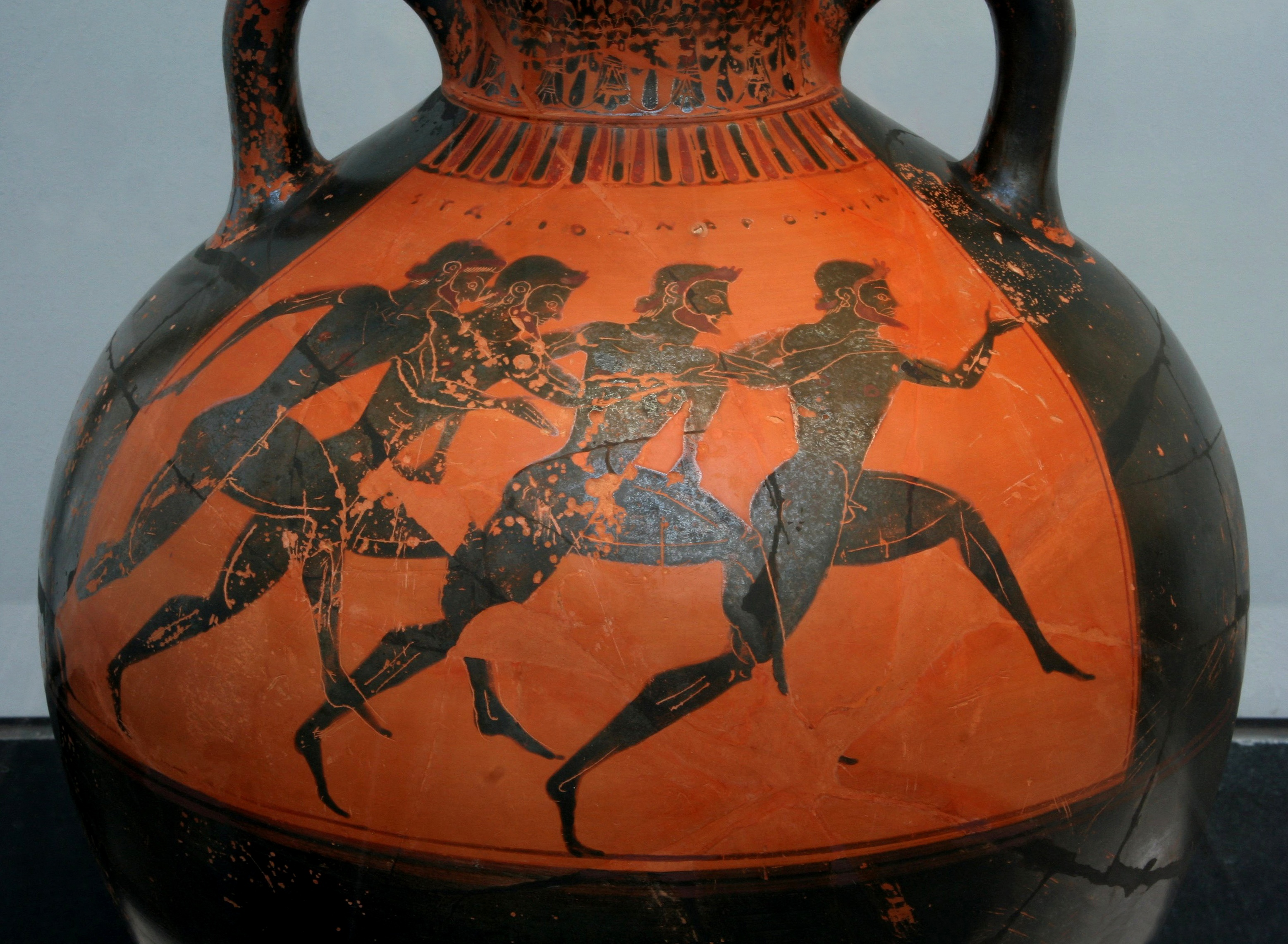
Wettlauf bei den panathenäischen Spielen, 530 vor Chr.

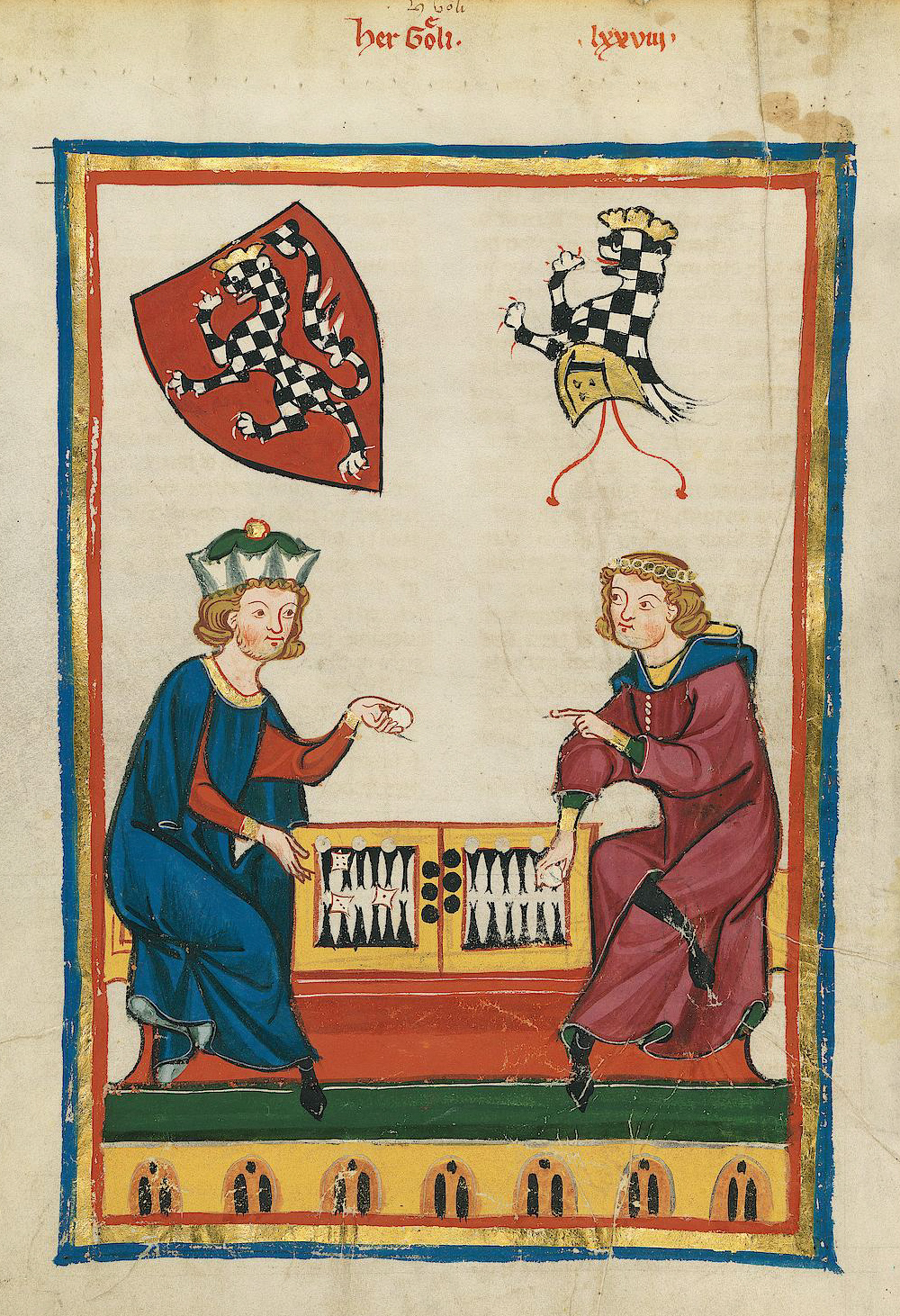
Puffspiel oder Backgammon

Ein Brettspiel namens petteia, nach der Sage eine Erfindung des Palamedes, erscheint bereits bei Homer als Unterhaltung der Freier in Ithaka. (siehe ). Allerdings fehlen genauere Angaben über die Art der griechischen Brettspiele.
Bei Platon heißt es im Phaidros, dass der ägyptische Gott Theuth zuerst Zahl und Rechnung und dann den Stein- und Spielwürfel erfand.
Die griechische Mythologie lokalisiert den Ort Olymp als Wohnort der Götter. Die zu Ehren des Zeus Olympios als höchstem der Olympischen Götter spätestens ab dem 7. Jahrhundert v. Chr. ausgetragenen Wettkämpfe gelten als Urform der Spiele in Europa. Die ersten Olympischen Spiele in Griechenland datieren auf das Jahr 776 v. Chr. Erst die fortschreitende archäologische Forschung lässt Rückschlüsse auf die Uneigennützigkeit und den sogenannten olympischen Grundgedanken zu, auf den noch heute ein jeder Teilnehmer der neuzeitlichen Spiele einen Eid leisten soll; so waren den frühzeitlichen hellenischen Spielen keinesfalls auf Grund der dem Sieger zugutekommenden Ehrung, dem Ansehen und der lebenserleichternden Vergünstigungen in seinem Herkunftsort, nur uneigennützige Beweggründe zuzuordnen. Spielbetrug (beispielsweise das Versetzen von Markierungssteinen für die Leistungsbewertung und unfaires Verhalten) ist entgegen der heute überlieferten und allgemein als beispielhaft dargestellten „sportlichen Einstellung“ genauso missbräuchlich eingesetzt worden, wie heute mit Drogen Leistungssteigerungen erzielt werden. Erschwerend kam für die Teilnehmer hinzu, dass es kein „Siegertreppchen“ gab; nur der Gewinner erlangte im Altertum Ruhm und Ehre – und Vermögen nach der Heimkehr. Schon der Zweitplatzierte der jeweiligen Disziplin versank in Bedeutungslosigkeit, was wohl eine Verrohung der Wettkämpfe zur Folge hatte. So führte das rücksichtslose Verhalten der Beteiligten beim Wagenrennen, dem abschließenden Höhepunkt der jeweiligen Spiele, dessen Sieger entsprechend hoch angesehen war, regelmäßig zu Todesopfern.
Das Schachspiel (persisch شاه šāh, ‚Schah, König‘) tauchte nach wohl überwiegender Auffassung erstmals in Indien als Chaturanga spätestens im 4. Jahrhundert auf und verbreitete sich im 6. Jahrhundert nach China und Persien und Anfang des 11. Jahrhunderts in Europa. Hier vermachte Graf Erminhard von Katalonien sein Schachspiel im Jahre 1010 an die Kirche.
Das heute unter dem Namen Mikado weltweit bekannte Geschicklichkeitsspiel war bereits den Römern 100 v. Chr. bekannt. Anhand der Anordnung der in der Hand gedrehten und dann auf eine ebene Fläche fallen gelassenen Stäbchen wurde orakelt. Aus der Fähigkeit des Spielers, die Stäbchen einzeln aus der Anordnung heraus zu entfernen, ohne andere Stäbchen dabei zu bewegen, wurden entsprechende, auf den Spieler bezogene Rückschlüsse gezogen. Hierbei hatten die verschieden gekennzeichneten Stäbchen jeweils die vor Spielbeginn festgelegten Eigenschaften, sodass der Fall aller Stäbchen als Gesamtereignis vorbestimmt wurde. Sowohl die den Stäbchen zugeordneten Eigenschaften, die der Spieler beanstandungslos aus der Formation ziehen konnte, als auch die beim Ziehen bewegten „gestörten Eigenschaften“ sagten etwas über die zukünftige Entwicklung des Gesamtereignisses sowie über das persönliche Schicksal des Spielers voraus.

### Mittelalter und Gründerzeit
Bedeutende Spiele aus Mittelalter und Gründerzeit sind unter anderem:
| Bezeichnung              | Entstehung | Herkunft           |
| ------------------------ | ---------- | ------------------ |
| Dame                     | 12. Jh.    | Frankreich         |
| Hazard                   | 12. Jh.    | Syrien             |
| Blinde Kuh               | 13. Jh.    | Frankreich         |
| Lotto                    | um 1620    | Italien            |
| Skat                     | 1820       | Deutschland        |
| Halma                    | 1883       | Vereinigte Staaten |
| Käsekästchen             | 1889       | Frankreich         |
| Salta                    | 1899       | Deutschland        |
| Mensch ärgere Dich nicht | 1910       | Deutschland        |
| Kreuzworträtsel          | 1913       | Vereinigte Staaten |
| Monopoly                 | 1933       | Vereinigte Staaten |
| Scrabble                 | 1938       | Vereinigte Staaten |

Der Sage nach entstand das Würfelspiel im 12. Jahrhundert in Palästina in der Stadt Hazart, die dem heutigen Würfelspiel Hazard (arabisch yasara Würfeln) den Namen gab. Im Mittelalter verbreitete sich das Würfelspiel in zahlreichen Varianten in ganz Europa, wobei nicht nur Bürger, sondern auch Bauern, Geistliche oder Schausteller teilnahmen. Hohe Einsätze und Streitigkeiten über verlorene Spiele führten zu staatlichen Regeln und Verboten. So untersagten bereits die Römer 200 v. Chr. mit dem „Glücksspielgesetz“ (lateinisch lex alearia) sämtliche Würfelspiele, wie Plautus berichtete. Die lateinische Phrase für „Brot und Spiele“ (lateinisch panem et circenses) stammt aus einer Satire des römischen Dichters Juvenal, wonach sich das römische Volk während des Prinzipats (27 v. Chr. bis 284 nach Christus) nicht mehr für Politik interessiere und nur noch „Brot und Zirkusspiele“ gewünscht habe.
Otto I. drohte auf dem Reichstag zu Augsburg am 7. August 952 den Geistlichen mit ihrer Absetzung, falls sie vom Würfelspiel nicht abließen. Friedrich II. veröffentlichte 1232 das Gesetz „de aleatoribus“, Ludwig IX. verbot seinen Beamten 1255 das Würfelspiel.
Aus dem deutschen Sprachraum ist im Mittelalter vor allem das Volksspiel des Schwerttanzes zu erwähnen. Daneben waren auch Steinstoßen, Speerwerfen und Wettlaufen beliebt. Auch das Kegeln und das stets mit Leidenschaft betriebene Würfelspiel sind in Mitteleuropa schon lange heimisch. Während das Landvolk an diesen Spielen festhielt, wandten sich die höfischen Kreise der Ritterzeit vorwiegend den Kampfspielen zu, aus denen sich unter fremdem Einfluss die eigentlichen Ritterspiele (Tjost, Buhurt und Turnier) entwickelten. Daneben wurde das Ballspiel (meist von der weiblichen Jugend) und als beliebtestes Verstandesspiel das Brettspiel und das Schachspiel (seit dem 11. Jahrhundert) betrieben.
Im 13. Jahrhundert kam in Frankreich unter anderem das Spiel „Der Junge und der Blinde“ (französisch le garçon et l’aveugle) oder Blinde Kuh (französisch le jeu du Capisol) auf. Großveranstaltungen wie Osterspiele, Passionsspiele oder Weihnachtsspiele dauerten Stunden oder sogar Tage und imitierten wichtige Gleichnisse der Bibel. Sie brachten die Einteilung in geistliche und weltliche Spiele. Das Osterspiel von Muri fand erstmals um 1250 statt, in Benediktbeuern wurde 1273 die erste Fronleichnamsprozession organisiert. Das erste Fastnachtsspiel als „weltliches Spiel“ fand Anfang des 15. Jahrhunderts in Lübeck statt. Das Glücksspiel war bereits im Mittelalter eine der beliebtesten Freizeitbeschäftigungen von Juden und Christen, während das Glücksspiel und die Wette (arabisch maisir, qimār) den Moslems verboten (arabisch حرام, DMG ḥarām) war und ist. Zu jener Zeit tauchten auch die Kartenspiele auf. Von China kommend, wurden Spielkarten nach Indien und Persien sowie in die arabischen Länder gebracht und kamen danach auch nach Europa, wo sie anfänglich in Italien und Frankreich bekannt wurden. Zwischen fortschreitender Aufklärung und erzkonservativer Haltung von Moralisten galt das Spiel im Mittelalter über lange Zeitspannen hinweg als Gotteslästerung.
Hatten kirchliche Fundamentalisten und Moralisten die Macht, galt das Spielen als ketzerisch, und immer wieder wurden Verbote ausgesprochen, untermauert mit Bestrafungen, die in keinem Verhältnis zu den Anlässen standen. Hatten weltliche Machtinhaber die gesellschaftlichen Geschicke zu bestimmen, wurden die Verbote aufgeweicht, sodass das Spielen zwar als gesellschaftlich unproduktiv galt und somit als verpönt angesehen wurde, aber geduldet war. Die Situation änderte sich, als die Landesfürsten eine Möglichkeit wiederentdeckten, der sich schon frühe Feldherren für ihre Kriegsfinanzierung bedient hatten, nämlich, mit der Ausrichtung von Spielen ihre Staatskassen zu füllen. Mit den Erträgen aus dem öffentlichen, staatlich kontrollierten Spiel konnte man hervorragend Haushalte, Baumaßnahmen oder Investitionen im Bildungswesen finanzieren.
Auch seitens der kirchlichen Institutionen wurden zwischenzeitliche Verbote aufgehoben, weil der Kapitalbedarf (beispielsweise für die Errichtung eines Klosters) für einen Orden anders nicht mehr aufzubringen war. Forschungsstätten und Sozialeinrichtungen, insbesondere die Bekämpfung aufkommender Seuchen (wie der Pest im Mittelalter), die Pflege alter und kranker Menschen, konnte durch den Ertrag kirchlicher Produktionen nicht mehr aufgebracht werden, und längst konnten die Steuereinnahmen den Kapitalbedarf der Kirche nach Beendigung der Inquisition und mit der Aufgabe des Ausschreibens sogenannter Ablassbriefe nicht mehr decken. So ist letztlich die Aufhebung des Spielverbots seitens des Vatikans im 17. Jahrhundert in Italien nicht anzusehen als Kapitulation vor dem menschlichen Bedürfnis zu spielen, sondern als wirtschaftlicher Faktor – gewissermaßen ein Vorläufer späterer Soziallotterien.
Im Jahre 1620 entstand wohl in Genua das Lotto (italienisch „Los“), wobei eine aus 90 Zahlen als Gewinnzahl diente. Es kam 1752 nach Wien, 1763 nach Berlin und verbreitete sich – auch unter anderen Namen – in ganz Europa. Wichtigstes Kartenspiel der Gründerzeit, das auch in der Neuzeit noch beliebt ist, war der 1820 in Altenburg aus dem Schafkopf entwickelte Skat. Das erste Kreuzworträtsel erschien am 21. Dezember 1913 in der Wochenendbeilage der „New York World“.
Wettkämpfe und Glücksspiele gab es folglich schon immer, und die Lust darauf zu setzen wohl auch – so wurde beim Spiel, im Grundgedanken frei von Eigennutz und materiellem Denken, schon bei den Griechen auf den Sieger gesetzt. Sprachforscher vermuten, dass aus der Tatsache, auf jede Leistungsmessung der an Spielen Beteiligten seitens Unbeteiligter Wetten abgeschlossen wurden, das Wort Wettkampf entstanden ist, das erstmals im Zusammenhang mit den Olympioniken im Altertum auftauchte.
Mangels kommunikativer und publikativer Möglichkeiten wurden Spiele dieser Art zunächst in administrativen Gebäuden offizialisiert und später in eigens dafür bestimmten Häusern, den sogenannten „Spielhäusern“ offeriert. Aus ihnen entwickelten sich erst später, im 18. Jahrhundert, die ersten Spielbanken, in denen schwerpunktmäßig Würfelspiele und Kartenspiele an Hohltischen betrieben wurden. Im Lauf der Zeit konstruierte man die ersten Lotteriemaschinen, bei denen die Trefferchancen mechanisch gezogen werden konnten, um Manipulationen seitens der Bedienenden auszuschließen.
Einen wahren Siegeszug seiner Zeit trat „Pharo“ an, eine Wette auf die Karte, die als nächste gezogen und aufgedeckt wurde. Auch bei diesem Spiel galt anfangs der Grundgedanke des Erzielens eines besseren Ergebnisses gegenüber den Mitspielern, und nicht der des materiellen Zugewinns. Im 19. Jahrhundert war Trente-et-un (31) das geläufigste Gesellschaftsspiel in den Kasinos, ihm folgte Vingt-et-un (21), das mit veränderten Regeln heute im Glücksspiel Blackjack wiederzufinden ist. Absoluter Renner unter den öffentlichen Spielen wurde schon im vorigen Jahrhundert das klassische Roulette, das zwar als Glücksspiel anzusehen ist, dessen Reiz für viele Spieler jedoch durch taktisches Vorgehen mittels seines Spieleinsatzes besteht, aus dem Prozess zufällig gefallener Zahlenreihen auf den weiteren zukünftigen Verlauf zu spekulieren und zu reagieren, sodass es von den Spielern auch als Strategiespiel angesehen wird. Bis heute sind die Würfel und der Roulettekessel mit seiner Zahlendrehscheibe das Spielsymbol schlechthin.

### Neuzeit

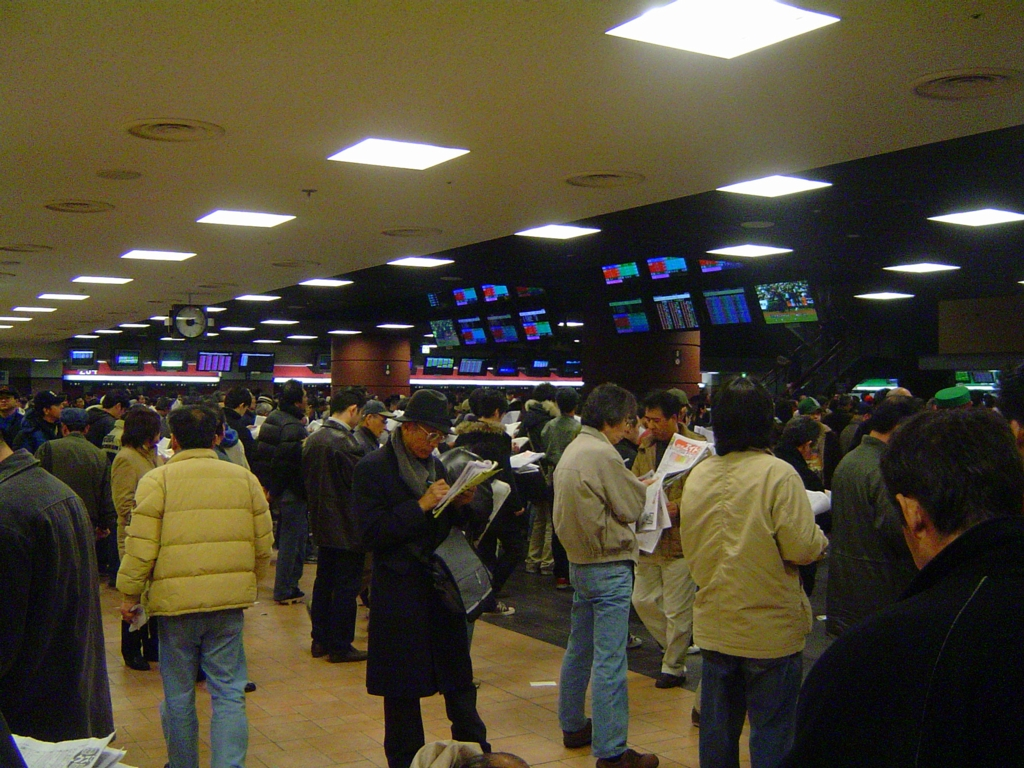
Pferdewette

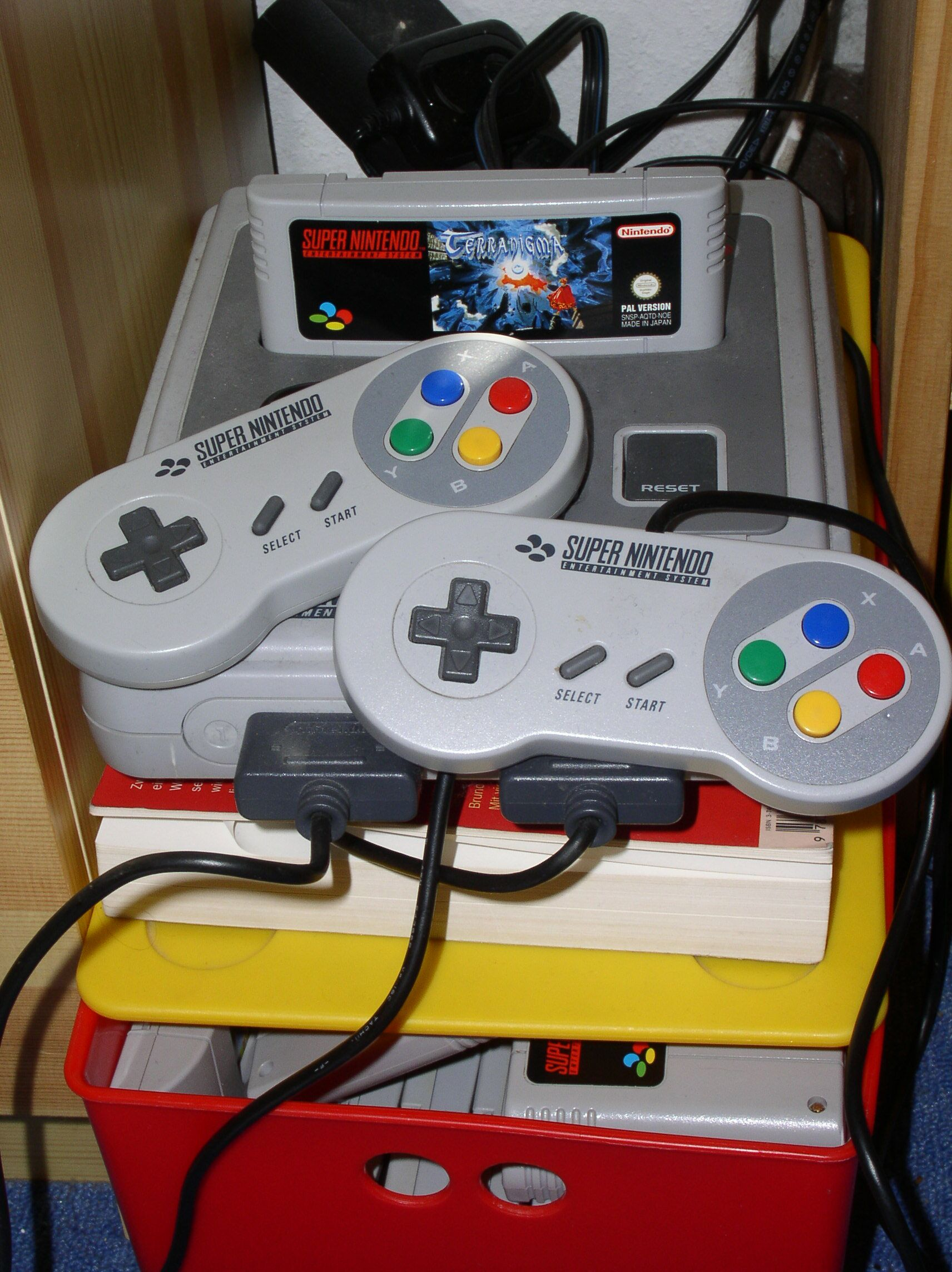
Computerspiel Terranigma mit Spielkonsole

Die Neuzeit brachte insbesondere folgende Spiele hervor:
| Bezeichnung           | Entstehung | Herkunft           |
| --------------------- | ---------- | ------------------ |
| Risiko                | 1957       | Frankreich         |
| Tennis for Two        | 1958       | Vereinigte Staaten |
| Malefiz               | 1959       | Deutschland        |
| Hase und Igel         | 1979       | Deutschland        |
| Pac-Man               | 1980       | Japan              |
| Tetris                | 1985       | Russland           |
| Die Siedler von Catan | 1995       | Deutschland        |
| Carcassonne           | 2000       | Deutschland        |
| Roblox                | 2006       | Vereinigte Staaten |
| Minecraft             | 2011       | Vereinigte Staaten |

Das Reichsgericht befand im Jahre 1917, dass das Spiel aus Unterhaltungs- oder Gewinninteresse betrieben wird und ergänzte 1928, dass beim Spiel keine wirtschaftliche Tätigkeit entfaltet werde.
Erstes Spiel des Jahres wurde 1979 Hase und Igel, das 1973 von David Parlett als „Hare and Tortoise“ auf den Markt kam.
Vielfach sind elektronische Spiele und digital animierte Spiele mit Strategie-, Geschicklichkeits- oder Kreativaufgaben an die Stelle ihrer Vorgänger gerückt – bekannt unter ihnen sind „Counter-Strike“ und das zurzeit aktuelle „World of Warcraft“. Durch die Vernetzung von Spielerterminals zu einer Plattform erhöht sich die Anzahl der an einem Spiel Beteiligten, um den Reiz der Teilnahme am Spiel zu erhöhen. Durch die heutigen technologischen Möglichkeiten hinsichtlich der kommunikativen Datenübertragung und im Rahmen interaktiver Inhalte der spielspezifischen Software, spielen bis zu mehrere Tausend Spieler auf weltweit für jedermann zugänglichen Servern im Internet. So haben sich die Ursprünge im Zusammenhang mit dem sogenannten menschlichen Spieltrieb bis heute gehalten, zunächst als menschliches Grundbedürfnis der Zerstreuung oder als unmoralisch angesehenes Ärgernis.
Der Fortschritt in der Computertechnik führte zur Massenproduktion von Personal Computern, auf denen Computerspiele möglich wurden. Eines der ersten Massenprodukte war Tennis for Two (1958), gefolgt von Pac-Man (1980) oder das populäre Moorhuhn (1999). Da Computer auch Zufallsgeneratoren enthalten, sind auch Karten- und Würfelspiele möglich.
Unabhängig von der Computertechnik kamen auch erfolgreiche Brett- und Kartenspiele wie Die Siedler von Catan (1995; Spiel des Jahres; außerdem Gewinner des Deutschen Spielepreises) oder Carcassonne (2000; 2001 Spiel des Jahres; außerdem Gewinner des Deutschen Spielepreises) auf den Markt.

## Kategorien
Es gibt eine große Vielfalt von Spielen. Ihre Zahl ist nicht begrenzt, und Spiele werden fortwährend neu erfunden und variiert. Diese große, unüberschaubare Anzahl von Spielen kann kategorisiert werden in Gattungen, denen Spiele-Arten mit gemeinsamen Merkmalen untergeordnet werden.
| Spielgattung        | Arten |
| ------------------- | --- |
| Ballspiele          | Badminton, Baseball, Basketball, Eishockey, Feldhockey, Fußball, Handball, Tennis, Tischtennis           |
| Brettspiele         | Alquerque, Backgammon, Café International, Dame, Go, Monopoly, Mühle, Schach, Scrabble, Spiel des Lebens |
| Computerspiele      | Minecraft, Grand Theft Auto V, Tetris, Wii Sports, PUBG: Battlegrounds, Mario Kart 8 (Deluxe)            |
| Entspannungsspiele  | Armer schwarzer Kater, Blinde Kuh, Fantasiereisen, Puzzle, Kinderreigen                                  |
| Gesellschaftsspiele | Alaska, Das Schwarze Auge, Domino, Gänsespiel, Mensch ärgere Dich nicht                                  |
| Kampfspiele         | Autorennen, Brennball, Gladiatorenkämpfe, Schlagball, Tauziehen                                          |
| Kartenspiele        | Bridge, Poker, Rommé, Sechsundsechzig, Siebzehn und Vier, Skat, Tarot                                    |
| Kinderspiele        | Eierlaufen, Fangen, Gummitwist, Sackhüpfen, Seilspringen, Verstecken, Wer hat Angst vorm Schwarzen Mann? |
| Kriegsspiele        | Conquest of the Empire, Der Kaiser schickt seine Soldaten aus, Kettenbrechen, militärische Planspiele    |
| Quizspiele          | Barbarossa und die Rätselmeister, Kreuzworträtsel, Solitär, Sudoku                                       |
| Rollenspiele        | Das Schwarze Auge, Risiko, Scotland Yard                                                                 |
| Strategiespiele     | Age of Empires II, Civilization VI, Schach, Schiffe versenken, Starcraft II                              |
| Würfelspiele        | Craps, Chuck a Luck, European Seven Eleven, Kniffel, Knobeln                                             |

Mehrfachnennungen sind möglich; so ist Schach sowohl ein Brettspiel als auch ein Strategiespiel.

### Weitere Spieleinteilungen
Man kann Spiele einfach nach dem Materialangebot unterteilen; so finden sich in handelsüblichen Spielesammlungen beispielsweise Kartenspiele, Würfelspiele und Brettspiele (siehe Kategorie:Spiel nach Ausstattung). Spielesammlungen erlauben eine Vermittlung von Spielgut und Spielbeispielen, die für die unmittelbare Nutzung gedacht sind und keinen systematisierenden Anspruch erheben. Sie enthalten daher in der Regel gebrauchsfertige Spielvorschläge mit einem vorgegebenen Regelwerk und Hinweisen für den praktischen Einsatz nach Altersstufen, erforderlicher Spielerzahl und Variationen für die Spielabläufe.

#### Raum
Spiele drinnen, draußen oder in virtuellen Räumen – Stubenspiele und Freiluftspiele – Waldspiele – Sportplatzspiele – Wasserspiele

#### Bewegung

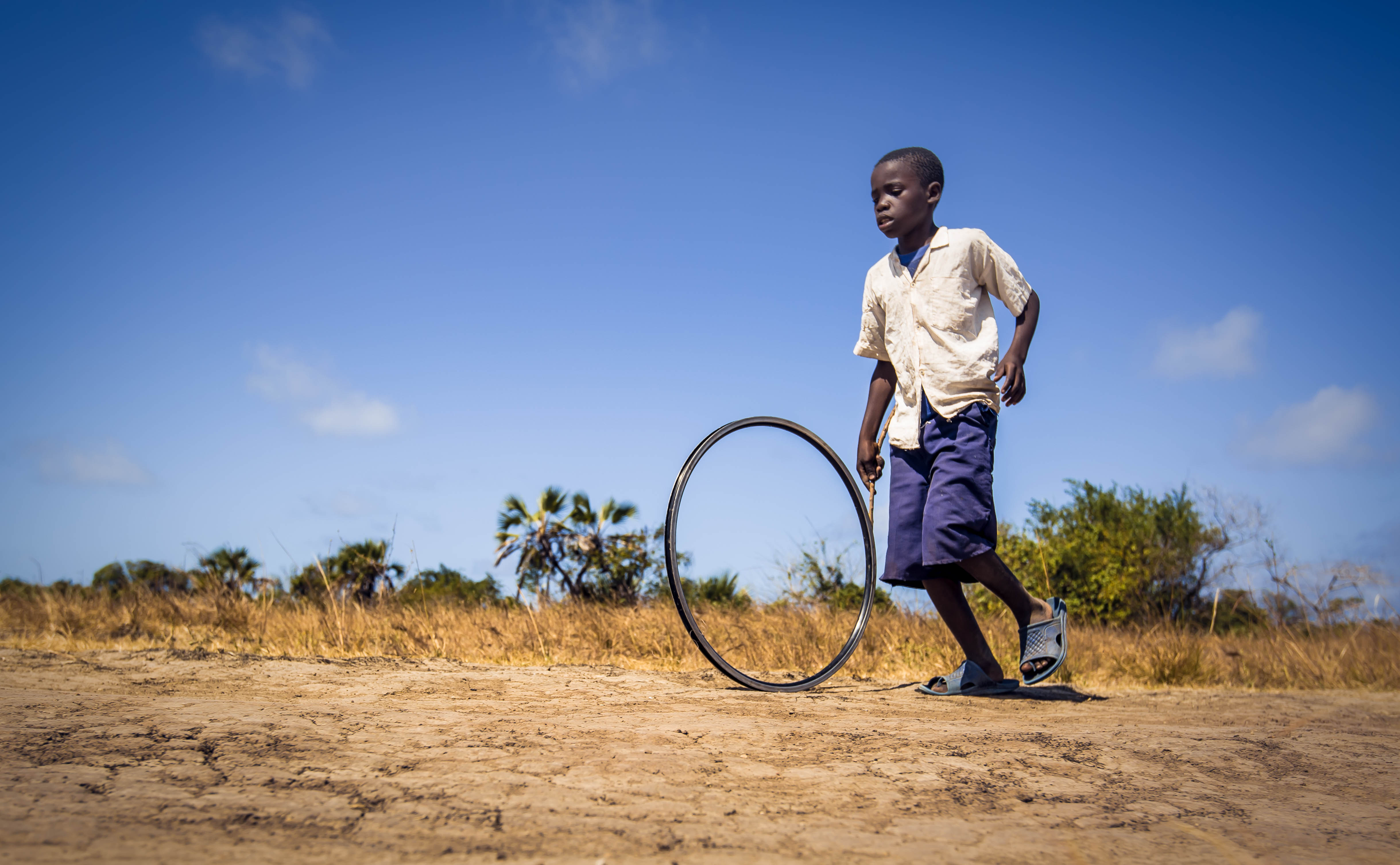
Ein tansanischer Junge bei einem Laufspiel mit einer Fahrradfelge

Bewegungsspiele, zu denen die Versteck-, die Lauf-, Hüpf- und Fangspiele gehören.
Als eine besondere Form des Bewegungsspiels kann das Tanzspiel angesehen werden. So schreibt Hugo Rahner im letzten Kapitel (mit der Überschrift: „Das himmlische Tanzspiel“) seines spieltheologischen Werks Der spielende Mensch: „Alles Spiel ist irgendwo am Grunde seines Wesens ein Tanz, ein Reigen um die Wahrheit. Immer war das sakrale Spiel ein Tanzspiel.“ Womit sich auch wieder der Kreis zur etymologischen Wurzel des Spiel-Begriffs (spil) schließt.

#### Ruhe
Ruhespiele, die der Schärfung der Beobachtung und der Aufmerksamkeit und der Betätigung des Geistes dienen oder beispielsweise Meditationsspiele.

#### Geselligkeit
Hierhin gehören die meisten der sogenannten Gesellschaftsspiele: Kartenspiele, Würfelspiele, Brettspiele, Legespiele, Papier-und-Bleistift-Spiele, Kommunikationsspiele, Partyspiele.

#### Kampf
Hierzu rechnet man die Wettkampfspiele, die das Messen mit den Fähigkeiten anderer zum Ziel haben, etwa das Völkerballspiel, Laufstaffeln oder Spiele wie algorithmische Spiele, darunter Streichhölzer wegnehmen, Tic-Tac-Toe, Go, Halma und Schach.

#### Zufall oder Geschicklichkeit
Je nachdem, ob ein Spiel überwiegend oder ausschließlich vom Zufall oder von der Geschicklichkeit eines Spielers abhängt, gibt es folgende Spiele:
| Art des Spiels          | Spielinhalt      | Einsatz        |
| ----------------------- | ---------------- | -------------- |
| Glücksspiele            | Zufall           | Ja             |
| Geschicklichkeitsspiele | Geschicklichkeit | Ja oder · Nein |
| Gewinnspiele            | Wissen           | Nein           |

Eine Mischform liegt vor, wenn Zufall oder Geschicklichkeit bei einem Spiel schwanken können wie beim Poker oder Preisskat.

#### Spielgerät
Es gibt unter anderem Ball-, Kugel-, Kegel- oder Murmelspiele.

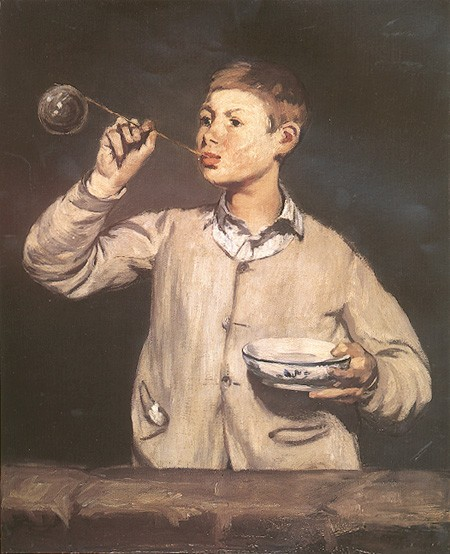
Junge mit Seifenblasen, Gemälde von Edouard Manet, 1867

Vorwiegend hat das Spiel(en) zwanglosen Charakter. Doch kann der sogenannte Spieltrieb des Menschen, wenn er nicht mehr beherrscht wird, auch in Sucht ausarten.
In den meisten Gesellschaften, zumal den industriellen, sind spielerische Tätigkeiten ihrem Wesen nach nicht der Arbeit, sondern der Freizeit zugeordnet, wo sie dem lustbetonten Zeitvertreib bzw. der Entspannung des Spielers oder einer Spielgemeinschaft dienen. Anhänger egalitärer und ganzheitlich orientierter Gesellschaftsmodelle sehen darin allerdings eine verhängnisvolle Trennung, die sowohl dem Schaffen das Vergnügliche als auch der Muße die Bildsamkeit raubt.
Jedem Kind sind die Neugier und die Lust zum Spielen angeboren. Sie werden entwicklungspsychologisch als die Haupttriebkräfte der frühkindlichen Selbstfindung und späteren Sozialisation des Menschen angesehen. Danach reflektiert, erforscht und erkennt der Mensch die Welt zuerst im Kinderspiel. Um den Wert des Spiels wussten schon die Gesetzgeber und Philosophen des Altertums. Später ist es vor allem durch Jean-Jacques Rousseau und die Pädagogen Johann Heinrich Pestalozzi und Friedrich Wilhelm August Fröbel auch erzieherisch zur Geltung gekommen. Die Bewegungsspiele haben das Turnen, insbesondere das Schulturnen, stark beeinflusst.
Die Rolle des Spielens in der Gesellschaft erforschen die Soziologie und die Ludologie. Mathematische Spieltheorie beschäftigt sich mit mathematischen Modellen, die das Verhalten von Spielern und ihren Spielstrategien beschreiben.

#### Wissenschaftliche Kategorisierung
Wissenschaftliche Kategorisierungen des Spiels legen ihren Systematisierungen in der Regel die etablierten Spielgattungen zugrunde. Sie orientieren sich dabei beispielsweise am kulturhistorischen Entstehungsvorgang von Spielformen, an bestimmten Prinzipien, die Spiel charakterisieren, an der kindlichen Entwicklung des Spielvermögens. oder an den Sinngebungen, die zum Spielen führen und entsprechend seine Strukturen und Abläufe charakterisieren.
Die Psychologen Rolf Oerter und Leo Montada haben in ihrem Standardwerk über Entwicklungspsychologie eine Einteilung vorgenommen, die bereits von wissenschaftlichen Vorgängern, wie etwa von Jean Piaget in seinem kognitiven Entwicklungskonzept, verfolgt wurde. Sie nimmt die graduelle Entwicklung der Spielfähigkeiten des Kindes in den Fokus und leitet daraus eine Systematik ab:
- Funktionsspiel (Freude an der Bewegung)
- Informationsspiel (Lernspiel)
- Konstruktionsspiel (Bauklötze)
- Illusionsspiel (Als-ob-Spiel)
- Rollenspiel („Vater, Mutter, Kind“)
- Regelspiel (Mensch ärgere Dich nicht)

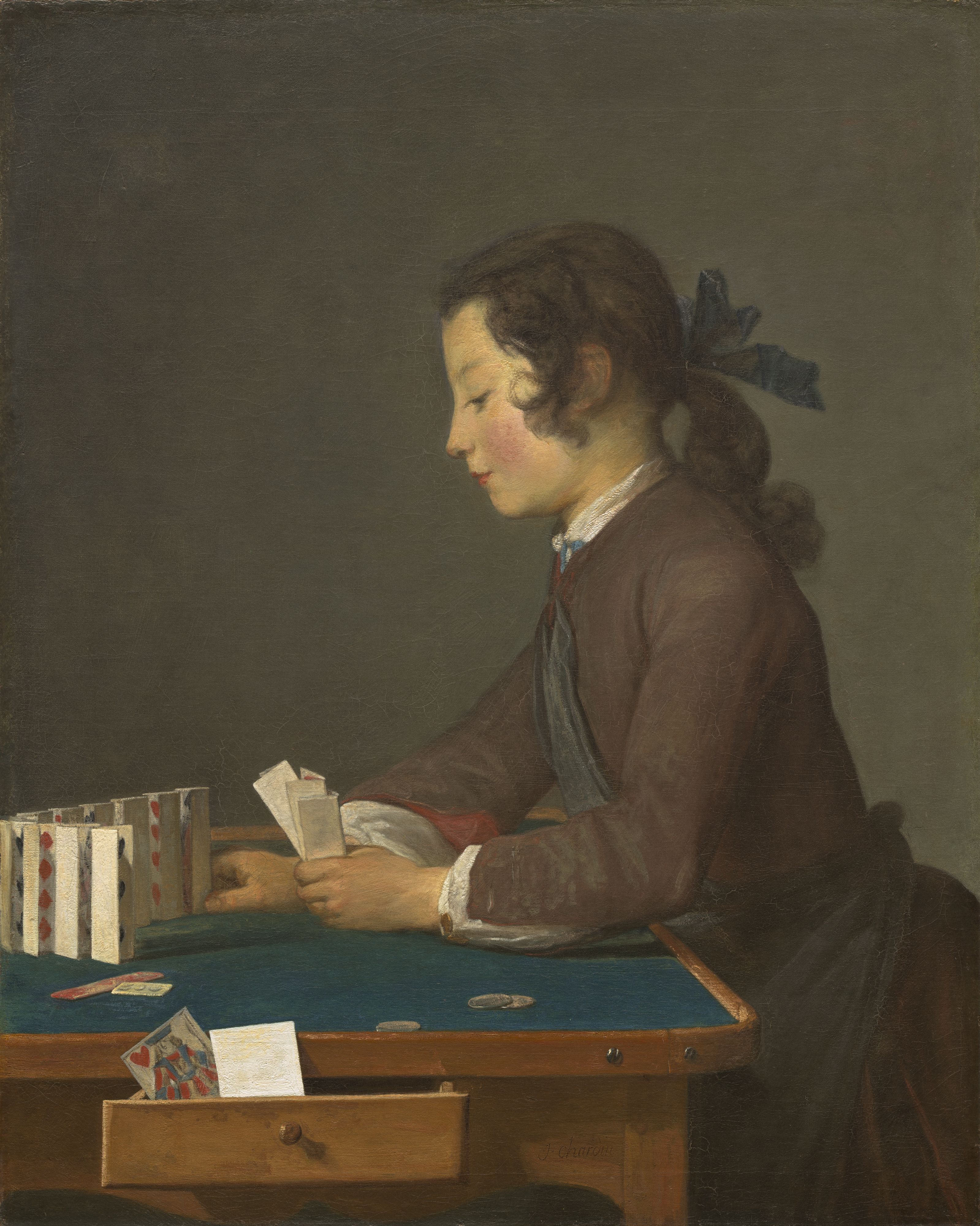
Freies Spiel mit Spielkarten: Ein Kartenhaus

Ein weiterer Begriff spielt in der Frühpädagogik eine bedeutende Rolle, nämlich das Freispiel (das Kind wählt Spielmaterial, -ort, -dauer und Mitspieler selbst). Das Freispiel (Kindergarten, Kindertagesstätte) gilt im Unterricht an deutschen Fachschulen für Sozialpädagogik bzw. an Fachakademien als Methode – z. B. im Gegensatz zum angeleiteten Spiel. Schüler haben zu lernen, wie man ein Freispiel organisiert und welche Grundsätze zu beachten sind. In der Erlebnispädagogik bekommt das angeleitete Spiel als kooperatives Spiel, Teamspiel oder Teamaufgabe eine neue bedeutsame Rolle: in ihm und einer sich anschließenden Reflexion soll eine Gruppe einen stärkeren Zusammenhalt entwickeln.
Weitere Wissenschaftler, die sich mit dem Spiel beschäftigt haben, sind der niederländische Anthropologe Frederik Jacobus Johannes Buytendijk, die Pädagogen Andreas Flitner, Wolfgang Einsiedler, sowie Siegbert A. Warwitz und Anita Rudolf. Letztere teilen aus pädagogischer Sicht die Spiele unter dem Aspekt der „Sinngebung“ ein. Darunter sind etwa Kennenlernspiele (spielend Kontakte knüpfen), Wettspiele (spielend sich messen) und weitere Kategorien.
Es gibt keine allgemeingültige Klassifizierung von Spielen. Die Kriterien für Klassifizierungen sind schwer zu finden. Die Autoren legen entsprechend ihrer Herkunft und Spielabsichten jeweils andere Schwerpunkte für Spielarten oder Spielformen fest. So stellt etwa Johan Huizinga den Kulturaspekt, Jean Piaget den Lernaspekt oder Moritz Lazarus den Gesellschaftsaspekt in den Vordergrund. Beim konkreten Spiel zeigt sich gelegentlich, dass man es mehreren Kategorien zuordnen könnte. Das ist auch ein Problem für die Forschung und für die Vergleichbarkeit von wissenschaftlichen Untersuchungen zum Spiel. Der Spielforscher Jens Junge schlägt eine strukturierte Orientierung an den Begrifflichkeiten im englischen Sprachgebrauch vor: Play, Toy, Game, Gambling und Sport. Gleichwohl ist das Spiel eine der bedeutendsten Möglichkeiten kindlicher Förderung bzw. therapeutischer Bemühungen. Den Praktiker des Spielens interessiert die Kategorisierung vorrangig bei der Suche nach geeigneten Spielen in den Spielesammlungen, mit denen er den konkreten Lerneffekt oder therapeutischen Erfolg erreichen kann.
Die Funktion des Spiels unterscheidet sich entsprechend dem pädagogischen oder freizeitlichen Betätigungsfeld. Während für Kinder wie für die Erwachsenen im schulischen Bereich eher der Lerneffekt im Vordergrund steht, ist im Freizeitbereich bei beiden die reine Spielfreude ausgeprägter. Kinder sind auch eher zum Spielen zu animieren, während sich Erwachsene häufig zurückhalten, Spiele ablehnen oder ihnen lediglich zuschauen.

## Anthropologische und kulturelle Bedeutung
Der Bildungswert des Spielens für die Entwicklung der menschlichen Persönlichkeit erwächst nicht nur aus dem Lernspiel, sondern realisiert sich schon im reinen Funktionsspiel. Diese Erkenntnis setzte sich nach einer Verfemung des Spiels im Mittelalter als nichtsnutzigem Treiben und der Instrumentalisierung als didaktischer Methode bei den Philanthropen oder Friedrich Ludwig Jahn erst in der Neuzeit mit den Reflexionen von Philosophen, Psychologen, Anthropologen und Spielwissenschaftlern wie Friedrich Schiller, Frederik Jacobus Johannes Buytendijk, Johan Huizinga oder Hans Scheuerl allmählich durch:
Die Form des in sich sinnvollen selbstvergessenen Tuns, das Schiller in den berühmten Satz fasste „…der Mensch spielt nur, wo er in voller Bedeutung des Worts Mensch ist, und er ist nur da ganz Mensch, wo er spielt“, signalisiert ein Umdenken auf die nicht mehr vom Nutzdenken geprägte ganz-menschliche Bildungswirkung des Spielens. Diese ereignet sich – meist ungewollt und unbewusst – wenn sich Menschen voll auf ein Spiel mit den Gegebenheiten und Möglichkeiten ihrer Umwelt einlassen und sich dabei eigene Aufgaben stellen. Aus der Freude am reinen Tun, das sich autotelisch selbst belohnt und keiner Außenbestätigung bedarf, entfalten sich nach Huizinga die menschlichen Fähigkeiten, entstehen andererseits kulturelle Schöpfungen wie die Literatur, die Kunst, die Musik, die Wissenschaft. Das Freisetzen der kreativen Kräfte ist von einer Sinnerfahrung begleitet, die belebende Impulse auf Seele, Geist und Körper ausübt und die emotionale Befindlichkeit in Form von Glücksgefühlen erhöht. Der Spielwissenschaftler Siegbert A. Warwitz bezeichnet diese Wirkung als die „geheime Weisheit des Spielens“, die sich in ihrer optimalen Phase in einer Art Flow-Zustand äußert. Sie wird am deutlichsten im ungelenkten Kinderspiel erkennbar, das ganz in einer selbstgewählten Aufgabe aufgeht.

## Das Spielverhalten des Menschen
Das Spiel der Menschen unterscheidet sich in wesentlichen Elementen von dem aller anderen Lebewesen. Er ist als einzige Spezies dazu in der Lage, sein Spielen zu reflektieren, es in vielfältigsten Formen kreativ zu erweitern und zu optimieren. Damit verbunden ist auch die mögliche Fehlentwicklung schädigenden Spielverhaltens, etwa durch das Abgleiten in eine Spielsucht.

## Das Spielen bei Tieren
Auch die Individuen einiger Tierarten zeigen Spielverhalten. So finden sich nicht nur bei Säugetieren teilweise hochkomplexe Verhaltensweisen zum vergnüglichen Zeitvertreiben, sondern auch bei Vögeln und Reptilien wurden einfache Ball- und Tauziehspiele beobachtet.
Spiele haben ebenso bei Tieren einen Lernhintergrund: Junge Tiere lernen und erproben bestimmte Verhaltensweisen, die sie im Erwachsenenalter zum Überleben benötigen. Bei Säugetieren spielen junge Tiere gerne mit Geschwistern und anderen Gleichaltrigen.

## Das Spiel im Sprichwort
In Wanders Deutsches Sprichwörter-Lexikon finden sich 264 Sprichwörter für Spiel, 125 für Spielen und 55 für Spieler. Weitere gibt es für zusammengesetzte Worte: Spielgeld, Spielhansel, Spielhaus, Spielkarte, Spielleute, Spielmann, Spielschatz, Spielstein, Spielteufel, Spieluhr, Spielverderber, Spielverlöper, Spielwerk und Spielzeug.

## Das Spiel auf Wappen
Heraldisch werden Schach und Dame in Ströbeck und Trebbin dargestellt. Der Würfel ist unter anderem in Pfaffing zu sehen.

## Abgrenzung zum Sport
Sport lässt sich als eine bestimmte Weise zu spielen verstehen. Sportarten beruhen auf erkennbarem körperlichen Handeln durch Bewegung des Menschen. Unter Sport werden die „verschiedenen, nach Regeln betriebenen Leibesübungen [verstanden], die sowohl im kleinen privaten Rahmen ausgeübt als auch über große und zum Teil weltweite Organisationen und Institutionen veranstaltet werden“. Diese Definition ist für einige Sportarten zu eng, wie das Beispiel des Preisskat zeigt. Spiel grenzt sich vom Sport insbesondere dadurch ab, dass letzterer zur körperlichen Fitness oder als Beruf (Berufssportler) betrieben wird. Spielen läuft ebenfalls nach Regeln (Spielregeln) ab, jedoch steht hier das spielerische Element im Vordergrund: so ist Kegeln ein Spiel, Sportkegeln dagegen ein Sport. Das Bundesverwaltungsgericht (BVerwG) kam zu folgender Definition: „Die Abgrenzung wird im Allgemeinen danach erfolgen, dass Sport regelmäßig auf die Erhaltung und gegebenenfalls Steigerung der Leistungsfähigkeit zielt, während beim Spiel Zeitvertreib, Entspannung und Zerstreuung im Vordergrund stehen.“ Beide haben meist gemeinsam, dass im Kern der Betätigung der Wettkampf mit dem Ziel des Sieges im Vordergrund steht.

## Zitate
- „Die Welt? Ein Kind beim Spiel, die Brettsteine setzend.“ – Heraklit von Ephesos 500 v. Chr.
- „Denn, um es endlich auf einmal herauszusagen, der Mensch spielt nur, wo er in voller Bedeutung des Worts Mensch ist, und er ist nur da ganz Mensch, wo er spielt.“ – Friedrich Schiller (Über die ästhetische Erziehung des Menschen, 15. Brief). Dieses Zitat bezieht sich auf das Theaterspielen.
- "Urbild des Menschen im Flow ist das spielende Kind, das sich im glückseligen Zustand des totalen Bei-sich-Seins befindet. – Siegbert Warwitz (Sinnsuche im Wagnis, 2. Auflage, Schneider Verlag, Baltmannsweiler 2016, S. 209)
- „Das Spiel ist das einzige, was Männer wirklich ernst nehmen. Deshalb sind Spielregeln älter als alle Gesetze der Welt.“ – Peter Bamm
- „Am Ende des Spiels wartet der Teufel.“ (Spiel. In: Karl Friedrich Wilhelm Wander (Hrsg.): Deutsches Sprichwörter-Lexikon. Band 4, Leipzig 1876, Sp. 694)
- „Am Spiel erkennt man, was in einem steckt.“ (Karl Friedrich Wilhelm Wander; s. o.)
- „Das Ziel beim Spielen ist zu gewinnen, aber nicht das Gewinnen ist wichtig, sondern das Ziel.“ – Reiner Knizia
- „Rituale haben im menschlichen Leben größere Bedeutung, als man in der scheinbar entritualisierten Gegenwart annehmen möchte. Sie stehen in enger Beziehung zum Spiel.“ Rolf Oerter[59]